# Привиди будинку на пагорбі
«Привиди будинку на пагорбі» (англ. The Haunting of Hill House) — американський мінісеріал у жанрі надприроднього та жахів, створений Майком Фланеґеном для платформи Netflix, виробництвом займалися компанії Amblin Television і Paramount Television.
Серіал є вільною інтерпретацією роману «Привид будинку на пагорбі» Ширлі Джексон 1959 року. Сюжет відбувається у двох часових лініях, одна з яких розповідає про п'ять братів та сестер, чий досвід зіткнення з надприродними явищами у дитинстві продовжує переслідувати їх у дорослому житті. Флешбеки описують події в будинку на пагорбі, які призвели до втечі сім'ї з будинку. Усі 10 епізодів вийшли на Netflix 12 жовтня 2018 року.
Наступний серіал Фланеґена під назвою «Привиди маєтку Блай» з більшою частиною тієї ж знімальної групи та деякими з тих самих акторів, але з іншим сюжетом та персонажами, було випущено 9 жовтня 2020 року.

## Сюжет
Влітку 1992 року Г'ю та Олівія Крейни з їхніми дітьми Стівеном, Ширлі, Теодорою, Люком і Елінор переїжджають до будинку на пагорбі (англ. Hill House), щоб відремонтувати маєток, продати його, а за виручені кошти побудувати власний будинок за ескізами Олівії. Проте ремонт займає більше часу, ніж вони очікували, а навколо сім'ї починають відбуватися надприродні явища, які призводять до трагічної втрати, і вони вимушені раптово залишити будинок.
Двадцять шість років потому брати та сестри Крейни і їхній відчужений батько возз'єднуються через нову втрату, яка змушує їх переглянути події, що трапилися в будинку на пагорбі, і які тим чи іншим чином вплинули на кожного з них.

## Персонажі та актори

### Головні ролі
- Міхіль Гаусман — Стівен Крейн,[1] найстарший син сім'ї Крейнів. Стає письменником, відомий своєю книгою про події в будинку на пагорбі.
  - Пакстон Сінґлтон — Стівен у дитинстві.[2]
- Карла Ґуджино — Олівія Крейн,[3] мати сімейства, займається проєктуванням будинків. Вона та її донька Нелл стають тими, на кого найбільше вплинула паранормальна активність будинку.
- Генрі Томас — молодий Г'ю Крейн,[4] батько сімейства, займається ремонтом та перепродажем будинків.
  - Тімоті Гаттон — старший Г'ю.[5]
- Елізабет Різер — Ширлі Крейн Гарріс,[4] старша дочка сім'ї Крейнів. Керує власним похоронним бюро разом з чоловіком Кевіном, має дочку та сина.
  - Лулу Вілсон — Ширлі у дитинстві.[6]
- Олівер Джексон-Коен — Люк Крейн,[7] брат-близнюк Нелл, один з двох наймолодших дітей сімейства. Має проблеми з наркотичною залежністю, за допомогою якої намагається витіснити спогади про будинку на пагорбі.
  - Джуліан Гілльярд — Люк у дитинстві.[2]
- Кейт Сіґел — Теодора «Тео» Крейн,[4] середня дитина Крейнів, працює дитячим психологом. «Чутлива», як і її матір, через це носить рукавички, щоб не торкатися інших людей і не бачити про них видіння.
  - Маккенна Ґрейс — Тео у дитинстві.[8]
- Вікторія Педретті — Елінор «Нелл» Крейн Венс,[6] сестра-близнючка Люка, одна з двох наймолодших дітей сімейства. Вона не може позбутися спогадів про те, що бачила в будинку на пагорбі.
  - Вайолет Макґроу — Нелл у дитинстві.[8]

### Другорядні ролі
- Аннабет Ґіш — Клара Дадлі. Разом з чоловіком доглядає за будинку на пагорбі.
- Ентоні Руйвівар — Кевін Гарріс, чоловік Ширлі.
- Саманта Слоян — Лі Крейн, дружина Стівена.
- Роберт Лонґстріт — Горас Дадлі. Разом з дружиною доглядає за будинку на пагорбі.
- Леві Трен — Тріш Парк, дівчина Тео.
- Джеймс Лафферті — Раян Квейл, привид зі спогадів Ширлі.
- Джеймс Фланеґен — завідувач поховання.
- Джордан Крісті — Артур Венс, чоловік Нелл.
- Елізабет Бека — тітка Дженет, сестра Олівії Крейн.
- Лоґан Медіна — Джейден Гарріс, син Ширлі та Кевіна.
- Мей Бадр — Еллі Гарріс, дочка Ширлі та Кевіна.
- Анна Енґер — Джоуї, накозалежна, якій намагається допомогти Люк.
- Федор Стір — Вільям Гілл, колишній власник будинка на пагорбі, який збожеволів. З'являється у вигляді привида.
- Олів Еліс Аберкромбі — Абігейл, дочка Клари та Гораса Дадлі.
- Кетрін Паркер — Поппі Гілл, дружина Вільяма Гілла, вважалася божевільною при житті. З'являється у вигляді привида.

## Український дубляж
- Юрій Кудрявець — молодий Г'ю, Г'ю
- Людмила Ардельян  — Олівія
- Іван Розін — Стівен
- Катерина Брайковська — Ширлі
- Катерина Качан — Тео
- Олена Борозенець — Нелл
- Дмитро Тварковський — Люк
- Дмитро Зленко — малий Стівен
- Валерія Лисенко — мала Ширлі
- Єсенія Селезньова — мала Нелл
- Мілош Лучанко — малий Люк
- Аліса Балан — Лі
- Ольга Грисовська — Джоуї
- Катерина Наземцева — Пейдж
- Анна Чеснова — мала Тео
- Роман Молодій — Кевін
- Катерина Буцька — пані Дадлі
- Олександр Шевчук — пан Дадлі
- Дарина Муращенко — Тріш
- Ольга Радчук — пані Вокер, Дженет
- Денис Жупник — Артур
- Максим Кондратюк — доктор Монтаґ'ю
- Роман Солошенко — офіцер Беклі
- Тимофій Марченко — Джейден
- Валерія Мялковська — Еллі, Ебіґейл
- Оксана Гринько — Поппі
- Денис Жупник — Раян

Серіал дубльовано студією «Le Doyen» на замовлення компанії «Netflix» у 2021 році.
- Режисер дубляжу — Павло Скороходько
- Перекладач — Ганна Мельникова
- Спеціаліст із зведення звуку — Олег Кульчицький
- Менеджер проєкту — Людмила Король

## Епізоди
| № серії | Назва серії             | Режисер(и)    | Сценарист(и)                   | Оригінальна дата виходу |
| --- | ----------------------- | ------------- | ------------------------------ | ----------------------- |
| 1 | «Стівен бачить привида» | Майк Фланеґен | Майк Фланеґен                  | 12 жовтня 2018 року     |
| Стівен Крейн — письменник, відомий за автобіографічним романом «Привиди будинку на пагорбі» в якому розповідається про його дитинство, коли він жив у особняку з привидами разом з батьками Г'ю та Олівією, молодшими братами та сестрами Ширлі, Тео, Нелл та Люком. Під час свого перебування Крейни стикаються з паранормальними явищами і змушені тікати без Олівії, яка вмирає у будинку, травмуючи решту членів родини. Через роки Стівен використав травматичний досвід своєї сім’ї, щоб написати свою книгу, напружуючи зв’язки зі своїми братами і сестрами. Хоча ця книга стала бестселером, він пропустив більшу частину жахливих подій і насправді не вірить у паранормальні явища. Тео зустрічає в нічному клубі жінку Тріш і приводить її додому, щоб зайнятися сексом. Стівен і Ширлі пропускають дзвінки від Нелл, яка потім дзвонить Г'ю і висловлює занепокоєння за Люка, який став наркоманом. Коли Стівен повертається додому, він зустрічає Люка, який виходить з його квартири разом з викраденими речами. Коли він заходить усередину, він бачить там Нелл. Поки він розмовляє з нею, йому дзвонить Г'ю і каже, що Нелл наклала на себе руки в будинку на пагорбі. Стівен розуміє, що Нелл — привид.                 |                         |               |                                |                         |
| 2 | «Відкрита труна»        | Майк Фланеґен | Майк Фланеґен                  | 12 жовтня 2018 року     |
| У флешбеках розповідається про те, як маленька Ширлі знайшла коробку з кошенятами біля маєтку і вмовляє батьків дозволити залишити їх собі. Проте у результаті всі кошенята гинуть, що дуже тяжко переживає Ширлі, яка зациклюється на тому, чому вона не змогла їх вилікувати. Пізніше, під час похорону Олівії, спочатку збентежена Ширлі вражена тим, що похоронний лікар зміг «виправити» її матір і повернути їй колишню красу. Будучи дорослою, Ширлі займається похоронами, разом зі своїм чоловіком Кевіном володіє похоронним бізнесом і здає в оренду гостьовий будинок Тео, яка зараз працює дитячим терапевтом. Ширлі отримує дзвінок від Стівена, який повідомляє їй про смерть Нелл. Шокована Ширлі вирішує самостійно підготувати тіло Нелл для поховання. Однак під час цього вона стикається із привидом своєї матері. |                         |               |                                |                         |
| 3 | «Дотик»                 | Майк Фланеґен | Ліз Фенг                       | 12 жовтня 2018 року     |
| Флешбеки показують маленьку Тео, яка може за допомогою дотику відчувати емоції людей і бачити видіння, торкаючись до предметів. Люк спускається на кухонному ліфті до підвалу, якого немає на схемі будинку. Там щось нападає на нього, але йому ніхто не вірить, тому Тео вирішує провести розслідування і знаходить двері, що ведуть до цього підвалу. Олівія розповідає їй, що її бабуся була "чутливою", як і вона, і дає Тео пару рукавичок, щоб та могла захиститися від небажаних видінь. Доросла Тео працює психологом і стикається з дівчинкою, чиї відчуття вона не може «прочитати», і яку мучить містер Смайлі[9], монстр, який живе у підвалі. Тео йде до будинку, де живе дівчинка, і з'ясовує, що насправді у цьому підвалі її ґвалтує вітчим. Пізніше, Тео йде до моргу, торкається до голови Нелл, після чого падає і кричить. У флешбеці маленька Тео під час втечі з будинку на пагорбі торкається батька і бачить видіння, що її бентежать, серед яких те, як Г'ю сильно штовхає Олівію у стіну. |                         |               |                                |                         |
| 4 | «Особливість близнюків» | Майк Фланеґен | Скотт Косар                    | 12 жовтня 2018 року     |
| У дитинстві Люка дратувало те, що йому ніхто не вірив. Він товаришує з дівчинкою на ім'я Абіґейл, але його сім'я вважає, що він її вигадав. Люк часто носить котелок, який його матір знайшла на горищі. У теперішньому часі Люк не приймав наркотиків вже 90 днів. У Люка і Нелл з народження є особливість — кожен з них може відчувати фізичний біль іншого. Найкраща подруга Люка по реабілітаційному центру, Джоуї, втікає, щоб прийняти наркотики, а Люк слідує за нею, щоб повернути її. Маленький Люк прокидається однієї ночі і бачить привид високого чоловіка, який прийшов забрати у Люка свій котелок. Дорослий Люк знаходить свою подругу, але під час пошуків йому стає погано і він відчуває неприродний холод. Не маючи грошей на житло, Люк проникає в квартиру Стіва, щоб вкрасти речі для продажу, але його спіймає Стів, який дає йому гроші. Джоуї бере гроші у Люка і зникає, після чого Люка грабують на вулиці. Він залишається без взуття і бродить містом, а привид високого чоловіка переслідує його. Відчуття холоду стає нестерпним і Люк дзвонить у реабілітаційний центр і благає, щоб його прийняли назад. Стівен знаходить Люка і розповідає йому про смерть Нелл. Люк каже, що це не було самогубством. |                         |               |                                |                         |
| 5 | «Жінка з кривою шиєю»   | Майк Фланеґен | Мередіт Еверілл                | 12 жовтня 2018 року     |
| У дитинстві Нелл часто бачить привида, якого вона називає Жінкою з кривою шиєю. Вона з'являється, коли Нелл лежить у ліжку, і поки дівчинка її бачить, вона не може поворухнутися. Доросла Нелл відвідує спеціаліста зі сну Артура, який лікує її від сонного паралічу. Вони починають зустрічатися і одружуються. Під час одного з приступів сонного паралічу у Нелл, Артур помирає від аневризми мозку, у цей час Нелл знову бачить Жінку з кривою шиєю. Після цього інциденту Нелл поступово припиняє приймати свої ліки, через що свариться зі Стівеном і Тео. Її терапевт запевняє її, що будинок на пагорбі — лише звичайний будинок посеред лісу, і Нелл вирішує поїхати туди. Вона бачить його таким, яким він був у дитинстві, повністю відремонтованим, у присутності її родини та Артура. Однак це ілюзія, будинок насправді запустілий і покинутий. У якийсь момент, вона опиняється на другому поверсі на сходах і надіває петлю на шию, вважаючи, що це медальйон її матері. Потім її штовхає привид матері, зламавши їй шию. Коли Нелл помирає, вона подорожує минулим, виявляючи, що вона сама була жінкою з кривою шиєю і весь час переслідувала її молодшу.                                                              |                         |               |                                |                         |
| 6 | «Дві бурі»              | Майк Фланеґен | Майк Фланеґен, Джефф Говард    | 12 жовтня 2018 року     |
| У епізоді розповідається про дві бурі: одна з них сталася під час перебування Крейнів в будинку на пагорбі, а інша — в ніч перед похованням Нелл. Цієї ночі уся сім'я вперше збирається разом після подій минулого у будинку Ширлі біля тіла Нелл. Під час бурі у минулому маленька Нелл зникає. Під час її пошуків, Олівія бачить привидів у будинку, веде себе дивно і втрачає пам'ять. Діти бачать якесь створіння у будинку. Врешті решт, Нелл знаходять і вона каже, що весь цей час вона знаходилася на цьому самому місці, але ніхто не міг її побачити та почути. У теперішньому часі Крейни діляться спогадами про Нелл. Відбуваються дивні речі: Стівен бачить її привид, у будинку зникає світло, хтось кладе ґудзики на очі Нелл, а Г'ю інколи розмовляє сам з собою. Сім'я вимагає від Г'ю розповіді про те, що відбулося останньої ночі в будинку на пагорбі. Починається суперечка, під час якої труна з тілом Нелл падає. Її дух був у будинку увесь цей час, але ніхто не міг її побачити. |                         |               |                                |                         |
| 7 | «Надгробне слово»       | Майк Фланеґен | Чаріз Кастро Сміт              | 12 жовтня 2018 року     |
| Г'ю збирається на похорон, розмовляючи з Олівією. Він намагається виправити відносини з Ширлі, але вона цього не хоче. Проте Г'ю вдається порозумітися з Тео, вони пробачають одне одного за усі помилки і загладжують свою провину. Під час поховання Г'ю намагається возз'єднатися зі своїми дітьми. У флешбеках після бурі він знаходить вологу та плісняву у стінах і розуміє, що десь є протік, але ніхто не може знайти його джерело. Містер Дадлі допомагає Г'ю і розповідає йому деякі подробиці з життя попередніх мешканців будинку. Олівія продовжує вести себе дуже дивно і містер Дадлі каже, що їй варто пожити деякий час у іншому місці, розповідаючи Г'ю про те, чому вони з місіс Дадлі ніколи не лишаються у будинку після заходу сонця. Г'ю та Олівія погоджуються, що їй варто провести деякий час поза межами маєтку, після того, як її поведінка стає тривожною і небезпечною. Г'ю знаходить джерело протоку і тіло Віляма Гілла, попереднього власника маєтку, який заживо замурував себе у стіні будинку. У теперішньому часі привид Олівії нападає на Люка під час поховання, а потім на Г'ю з Тео в офісі Ширлі. Після похорону Люк зникає.                                                                     |                         |               |                                |                         |
| 8 | «Позначки»              | Майк Фланеґен | Джефф Говард, Ребекка Клінджел | 12 жовтня 2018 року     |
| Стівен і Г'ю шукають Люка. Стівен вважає, що у їхньої сім'ї — генетичне психічне захворювання, тому він зробив вазектомію. Ширлі і Тео залишаються у будинку Ширлі, вони починають сваритися, але їх несподівано лякає стук у стіни по всьому будинку. Ширлі дізнається, що Люк використав вкрадену в неї кредитну картку, щоб розплатитися за бензин біля будинку на пагорбі. Г'ю розповідає Стівену, що коли вони жили у маєтку, хлопчик постійно бачив привидів, але просто не розумів цього, і що сім'я Крейнів — це наче незавершена трапеза для будинку. Ширлі та Тео їдуть до маєтку, продовжуючи суперечку по дорозі. Привид Нелл лякає їх, після чого вони миряться одна з одною. Люк приїздить до будинку на пагорбі і намагається його підпалити, але бачить привид Олівії і його хапає інший привид. |                         |               |                                |                         |
| 9 | «Істерія»               | Майк Фланеґен | Мередіт Еверілл                | 12 жовтня 2018 року     |
| У флешбеках Г'ю бачить Олівію разом із Нелл і Люком, які сплять. Олівія каже йому, що хотіла б, щоб вони завжди лишалися такими. Коли вона заходить у свою кімнату для читання, вона бачить тіла дорослих Нелл і Люка на столах у морзі. Олівія прокидається посеред ночі і бачить привид Поппі Гілл. Олівія погоджується поїхати з будинку наступного ранку, щоб відпочити у своєї сестри Дженет, але насправді зупиняється у мотелі поблизу маєтку. Вночі вона повертається до будинку на пагорбі, будить Нелл, Люка і дочку Дадлі Абіґейл, щоб пограти з ними у чаювання у Червоній кімнаті. На кухні Ширлі помічає, що її матір веде себе дивно, і будить Г'ю. Він розуміє, що Олівія додала отрути для щурів до чаю, і встигає втрутитися до того, як Люк і Нелл вип'ють чай, але запізно, щоб врятувати Абіґейл. Г'ю рятує Люка і Нелл, а Олівія, бажаючи «прокинутися» від свого жахливого «сну», стрибає з вершини сходів. |                         |               |                                |                         |
| 10 | «Мертва тиша»           | Майк Фланеґен | Майк Фланеґен                  | 12 жовтня 2018 року     |
| Стівен та Г'ю знаходять непритомного Люка у Червоній кімнаті. Стівен опиняється зачиненим у цій кімнаті, йому сниться кошмар. Він прокидається і бачить, що Люк на межі смерті, а Ширлі та Тео також знаходяться у Червоній кімнаті. У своєму сні Люк опиняється у красивій кімнаті разом з Олівією, Абіґейл і маленькою Нелл. Олівія хоче, щоб Люк лишився з ними, але Нелл каже йому йти. Люк прокидається, а Нелл пояснює, що Червона кімната — це «шлунок» будинку і кімната, яка в дитинстві втілювала їхні фантазії. Перед тим як зникнути, Нелл запевняє інших, що вони всі завжди любили один одного. Привид Олівії каже Поппі не чіпати Г'ю. Олівія не хоче, щоб діти залишали будинок, але Г'ю вдається вмовити її їх випустити. Г'ю помирає у будинку, заходить до Червоної кімнати і приєднується до Олівії та Нелл. Два роки потому брати та сестри Крейн разом святкують тверезість Люка. |                         |               |                                |                         |

## Виробництво
10 квітня 2017 року компанія Netflix оголосила, що була замовлена 10-серійна екранізація класичного горор-роману «Привид будинку на пагорбі», з виконавчими продюсерами Майком Фланеґеном і Тревором Мейсі, і з Amblin Television і Paramount Television у якості компаній-продюсерів. Адаптація стала першим серіалом, розробленим Amblin Television для Netflix.
Розробка серіалу розпочалася у жовтні 2017 року у Атланті, штат Джорджія, зйомки велися у самому місті та його околицях.
Маєток Бішем-Менор (англ. Bisham Manor) у Лаграндж знімали як екстер'єр будинку на пагорбі. Інтер'єр знімали у студії EUE/Screen Gems у Атланті.
У своєму інтерв'ю з Entertainment Weekly Майк Фланеґен сказав: «Я не хочу занадто багато міркувати щодо другого сезону, доки Netflix, Paramount і Amblin не скажуть чи вони його хочуть. Проте я скажу, що на мою думку, історію сім'ї Крейнів вже розповіли. Вона завершена».
У лютому 2019 року Netflix продовжив телесеріал і змінив формат проєкту на телесеріал-антологію. Продовження отримало назву «Привиди маєтку Блай», який було знято за мотивами повісті Генрі Джеймса «Поворот гвинта». Вийшов 9 жовтня 2020 року на Netflix.

## Сприйняття
Серіал отримав схвальні відгуки критиків. Рейтинг серіалу на сайті Rotten Tomatoes складає 93% із середньою оцінкою 8,4 з 10 на основі 104 відгуків. Консенсус сайту: «„Привиди будинку на пагорбі“ — це ефектна історія з привидами, чиє постійно зростаюче передчуття приносить таке ж задоволення, як і моторошна розв'язка». Оцінка серіалу на сайті Metacritic складає 79 зі 100 на основі 18 відгуків, що означає «здебільшого схвальні відгуки».
Коррін Корродус (англ. Corrine Corrodus) з газети «Дейлі телеграф» оцінила серіал на 5 з 5, назвавши його «найбільш складним і досконалим горор-серіалом свого часу». Браян Таллеріко (англ. Brian Tallerico) з вебсайту RogerEbert.com похвалив адаптацію, назвав її обов'язковою до перегляду та сказав, що серіал «містить кілька найбільш незабутніх жахливих образів у кіно- та телеіндустрії за останні роки». Девід Ґріффін (англ. David Griffin) з вебсайту IGN оцінив серіал на 9,5 з 10, назвавши його «чудовою та страшною сімейною драмою». Пол Тассі (англ. Paul Tassi) з журналу «Forbes» назвав адаптацію «абсолютно фантастичною», відмітивши, що «можливо вона дійсно є найкращим серіалом, колись створеним Netflix».
Письменник Стівен Кінґ, великий шанувальник роману Джексон, написав у Твіттері: «Зазвичай я не звертаю уваги на подібний ревізіонізм, але це — чудово. Близько до праці генія, справді. Мені здається, що Ширлі Джексон схвалила би, хоча хто знає напевно».
Режисер Квентін Тарантіно в інтерв’ю The Jerusalem Post сказав: «Мій улюблений серіал Netflix без жодної конкуренції – це «Привиди будинку на пагорбі»».

### Нагороди та номінації
| Рік  | Премія                                 | Категорія | Отримувач                                                                                                   | Результат | Прим.  |
| ---- | -------------------------------------- | --- | --- | --------- | ------ |
| 2018 | Премія Гільдії сценаристів Америки     | Найкращий сценарій нового серіалу | Мередіт Еверілл, Чаріз Кастро Сміт, Майк Фленаган, Джефф Говард, Ребекка Лі Клинджел, Скотт Косар, Ліз Фенг | Номінація | [ 24 ] |
| 2018 | Премія Гільдії художніх керівників США | Найкращий художній керівник у серіалі про історичну епоху, або у серіалі у жанрі фентезі, знятому однією камерою (годинний хронометраж) | Патріціо М. Фаррелл (англ. Patricio M. Farrell)                                                             | Номінація | [ 25 ] |
| 2018 | Премія журналу «Fangoria»              | Найкращій серіал | Майк Фланеґен                                                                                               | Перемога  | [ 26 ] |